# Alcimochthes meridionalis
Alcimochthes meridionalis là một loài nhện trong họ Thomisidae.
Loài này thuộc chi Alcimochthes. Alcimochthes meridionalis được Guo Tang & S. Q. Li miêu tả năm 2009.